# Diego Hurtado de Mendoza y Guevara
Diego Hurtado de Mendoza y Guevara, 10. Herr, 1. Vizconde von Corzana und erster Conde de la Corzana (* 1590; † 1639 in Vitoria-Gasteiz) war ein spanischer Beamter. Im Jahr 1624 war er Botschafter von Philipp IV. von Spanien bei Jakob I. von England.

## Leben
Seine Eltern waren Juana de Guevara y Acuña und Diego Hurtado de Mendoza, 9. Herr von la Corzana, welcher bei der Seeschlacht von Djerba 1560 gefangen genommen worden war.
Diego Hurtado de Mendoza war Menino von Élisabeth de Bourbon.
1608 heiratete Diego Hurtado de Mendoza María Ruiz de Vergara y Ruiz de Vergara (am 24. April 1590 in Vitoria (San Pedro) getauft)
Diego Hurtado de Mendoza wurde am 5. März 1621 von Philipp IV. zum Corregidor von Toledo ernannt.
1624 war Diego Hurtado de Mendoza Ambassador to the Court of St James’s.
Er war Botschafter in Frankreich und Flandern.
Von 1629 bis 1634 war Diego Hurtado de Mendoza Alcalde von Sevilla.
Am 8. August 1639 wurde das Casa de Corzana zur Grafschaft aufgewertet.
Diego Hurtado de Mendoza war Ritter des Santiagoordens.